# 北条時広
北条 時広（ほうじょう ときひろ）は鎌倉時代中期の北条氏の一門。父は北条時房の次男・北条時村。
父時村は承久2年（1220年）に弟（時広の叔父）の資時と共に出家し、嘉禄元年（1225年）12月に没した。時広は祖父時房の養子となり、引付衆、評定衆、四番引付頭人の要職を務めた。建治元年（1275年）6月25日、54歳で没。
男子はなく、時村流は時広の甥で兄時隆の子宗房が継いでいる。
和歌が得意で将軍の歌席寄人や歌仙結番に選ばれている。北条家一門随一の風流文化人でもあった。

## 経歴
- 1245年（寛元3年）9月12日 式部少丞任官。
- 1247年（宝治元年）1月5日 従五位下に叙位。
- 1247年（宝治元年）3月6日　武蔵権守に転任。
- 1258年（正嘉2年）1月13日　越前守に遷任。
- 1260年（文応元年）4月17日　越前守辞任。
- 1261年（文応2年）11月　将軍歌仙結番就任。
- 1264年（文永元年）11月15日　幕府引付衆に就任。
- 1265年（文永2年）3月9日　従五位上に昇叙。
- 1265年（文永2年）6月11日　幕府評定衆に就任。
- 1269年（文永6年）4月7日　四番引付頭人を兼帯。  ※参考：関東評定伝（群書類従補任部所収）